# Copa América de Basquetebol Masculino de 2015
A Copa América de Basquetebol Masculino de 2015 foi a décima sétima edição do evento continental que reúne as principais equipes das Américas e serviu como Pré-Olímpico das Américas, classificando Venezuela e Argentina diretamente para o Torneio Masculino de Basquetebol dos Jogos Olímpicos de 2016. Os Estados Unidos não enviaram sua seleção pois conquistaram a Copa do Mundo de 2014 e assim garantiram vaga no torneio olímpico. A Seleção Brasileira, que recebeu a notícia de vaga direta ao torneio olímpico dias antes do torneio, enviou sua equipe com base na seleção que foi campeã dos Jogos Pan-Americanos de Toronto.
Em agosto de 2014 a FIBA Américas definiu Monterrei, Nuevo León, México como cidade sede e a Arena Monterrey seria o ginásio. Mas em 9 de maio de 2015 a sede e as datas do evento foram alterados para a Cidade do México e de 31 de agosto a 12 de setembro de 2015 no Palacio de los Deportes.

## Países Participantes
1. México (País Sede)
2. Canadá (Representante da América do Norte)
3. Porto Rico (Finalista do CentroBasket 2014)
4. República Dominicana (Terceiro colocado do CentroBasket 2014)
5. Cuba (Quarto colocado  do CentroBasket 2014)
6. Panamá (Quinto colocado do CentroBasket 2014)
7. Venezuela (Campeã do Sul-Americano de 2014)
8. Argentina (Finalista do Sul-Americano de 2014)
9. Brasil (Terceiro colocado do Sul-Americano de 2014)
10. Uruguai (Quarto colocado do Sul-Americano de 2014)

## Formato
- A (10) dez equipes participantes são divididos em dois grupos de (5) equipes, A e B.
- Os quatro melhores equipes de cada grupo avança para a segunda fase.
- Após a segunda fase, a classificação é estabelecida do 1º ao 8º lugar.
- As equipes colocadas de 5º ao 8º lugar termina a sua participação na competição.
- As equipes colocadas 1º ao 4º lugar irão para a próxima fase semifinal.
- Os perdedores irão disputar o (3º lugar) terceiro lugar.

### Critérios de desempate
1. Confronto direto
2. Média de pontos nos confrontos entre as equipes empatadas
3. Média de pontos considerando todos confrontos do grupo

## Sede
| Cidade do México        | Cidade do MéxicoCopa América de Basquetebol Masculino de 2015 (México) |
| Palacio de los Deportes | Cidade do MéxicoCopa América de Basquetebol Masculino de 2015 (México) |
| Capacity: 20,000        | Cidade do MéxicoCopa América de Basquetebol Masculino de 2015 (México) |
|                         | Cidade do MéxicoCopa América de Basquetebol Masculino de 2015 (México) |

## Primeira Fase

### Grupo A
| Rk | Seleção              | J  | V  | D  | PF  | PD  | SP  | Pts |
| -- | -------------------- | -- | -- | -- | --- | --- | --- | --- |
| 1  | México               | 04 | 04 | 00 | 309 | 255 | 54  | 08  |
| 2  | República Dominicana | 04 | 02 | 02 | 304 | 291 | 13  | 06  |
| 3  | Panamá               | 04 | 02 | 02 | 301 | 308 | -7  | 06  |
| 4  | Uruguai              | 04 | 01 | 03 | 275 | 303 | -38 | 05  |
| 5  | Brasil               | 04 | 01 | 03 | 258 | 290 | -32 | 05  |

| 31 de agosto 14:30 | Relatório | Uruguai                                                                     | 71–57 | Brasil                                               |  | Palacio de los Deportes, Cidade do México |  |
| 31 de agosto 14:30 | Relatório | Placar por quarto: 12-12, 15-12, 19-17, 25-16                               |       |                                                      |  | Palacio de los Deportes, Cidade do México |  |
| 31 de agosto 14:30 | Relatório | Pts: B. Fitipaldo 12 Rbts: M. Calfani e N. Borsellino 8 Asts: L. Gonzalez 5 |       | Pts: Marquinhos 21 Rbts: Marquinhos 9 Asts: R. Luz 4 |  | Palacio de los Deportes, Cidade do México |  |

| 31 de Agosto 20:30 | Relatório | República Dominicana                               | 66–84 | México                                                       |  | Palacio de los Deportes, Cidade do México |  |
| 31 de Agosto 20:30 | Relatório | Placar por quarto: 13-24, 18-12, 15-30, 20-18      |       |                                                              |  | Palacio de los Deportes, Cidade do México |  |
| 31 de Agosto 20:30 | Relatório | Pts: E. Sosa 18 Rbts: O. Sanchez 8 Asts: E. Sosa 4 |       | Pts: H. Orlando 24 Rbts: G. Ayón 11 Asts: Toscano-Anderson 7 |  | Palacio de los Deportes, Cidade do México |  |

| 1 de setembro 12:00 | Relatório | Panamá                                                   | 78–71 | Uruguai                                                    |  | Palacio de los Deportes, Cidade do México |  |
| 1 de setembro 12:00 | Relatório | Placar por quarto: 15-19, 19-20, 21-12, 23-20            |       |                                                            |  | Palacio de los Deportes, Cidade do México |  |
| 1 de setembro 12:00 | Relatório | Pts: M. Taylor 21 Rbts: J. Lloreda 11 Asts: T. Gaskins 6 |       | Pts: B. Fitipaldo 18 Rbts: M. Calfani 7 Asts: M. Osimani 7 |  | Palacio de los Deportes, Cidade do México |  |

| 1 de setembro 18:00 | Relatório | Brasil                                                                     | 71–65 | República Dominicana                                    |  | Palacio de los Deportes, Cidade do México Árbitros: CAN Canadá Stephen Seibel USA Estados Unidos Steve Anderson VEN Venezuela Roberto Oliveros |  |
| 1 de setembro 18:00 | Relatório | Placar por quarto: 16-16, 29-16, 13-13, 13-20                              |       |                                                         |  | Palacio de los Deportes, Cidade do México Árbitros: CAN Canadá Stephen Seibel USA Estados Unidos Steve Anderson VEN Venezuela Roberto Oliveros |  |
| 1 de setembro 18:00 | Relatório | Pts: Marquinhos 17 Rbts: JP Batista 9 Asts: 4 jogadores com 3 assistências |       | Pts: J. Feldeine 20 Rbts: E. Santana 10 Asts: E. Sosa 3 |  | Palacio de los Deportes, Cidade do México Árbitros: CAN Canadá Stephen Seibel USA Estados Unidos Steve Anderson VEN Venezuela Roberto Oliveros |  |

| 2 de setembro 20:30 | Relatório | México                                                | 65–58 | Brasil                                               |  | Palacio de los Deportes, Cidade do México |  |
| 2 de setembro 20:30 | Relatório | Placar por quarto: 18-17, 12-15, 18-11, 17-15         |       |                                                      |  | Palacio de los Deportes, Cidade do México |  |
| 2 de setembro 20:30 | Relatório | Pts: G. Ayon 27 Rbts: G. Ayón 13 Asts: J. Gutierrez 4 |       | Pts: V. Benite 23 Rbts: A. Lima 6 Asts: R. Fischer 4 |  | Palacio de los Deportes, Cidade do México |  |

| 2 de setembro 12:00 | Relatório | República Dominicana                                   | 83–66 | Panamá                                                    |  | Palacio de los Deportes, Cidade do México |  |
| 2 de setembro 12:00 | Relatório | Placar por quarto: 26-16, 16-24, 22-21, 19-5           |       |                                                           |  | Palacio de los Deportes, Cidade do México |  |
| 2 de setembro 12:00 | Relatório | Pts: J. Feldeine 16 Rbts: E. Camacho 9 Asts: E. Sosa 6 |       | Pts: J. Lloreda 16 Rbts: J. Lloreda 10 Asts: T. Gaskins 5 |  | Palacio de los Deportes, Cidade do México |  |

| 3 de setembro 12:00 | Relatório | Uruguai                                                         | 70–90 | República Dominicana                                |  | Palacio de los Deportes, Cidade do México |  |
| 3 de setembro 12:00 | Relatório | Placar por quarto: 11-21, 12-21, 22-23, 25-25                   |       |                                                     |  | Palacio de los Deportes, Cidade do México |  |
| 3 de setembro 12:00 | Relatório | Pts: B. Fitipaldo 18 Rbts: K. Washsmann 12 Asts: B. Fitipaldo 3 |       | Pts: J. Feldeine 17 Rbts: E. Brez 7 Asts: E. Brez 7 |  | Palacio de los Deportes, Cidade do México |  |

| 3 de setembro 20:30 | Relatório | Panamá                                                | 68–82 | México                                             |  | Palacio de los Deportes, Cidade do México |  |
| 3 de setembro 20:30 | Relatório | Placar por quarto: 19-18, 9-9, 19-35, 21-20           |       |                                                    |  | Palacio de los Deportes, Cidade do México |  |
| 3 de setembro 20:30 | Relatório | Pts: J. Lloreda 16 Rbts: L. Pomare 7 Asts: J. Munoz 6 |       | Pts: P. Stoll 20 Rbts: G. Ayón 11 Asts: P. Stoll 7 |  | Palacio de los Deportes, Cidade do México |  |

| 4 de setembro 20:30 | Relatório | México                                           | 78–63 | Uruguai                                                    |  | Palacio de los Deportes, Cidade do México |  |
| 4 de setembro 20:30 | Relatório | Placar por quarto: 14-16, 24-11, 17-14, 23-22    |       |                                                            |  | Palacio de los Deportes, Cidade do México |  |
| 4 de setembro 20:30 | Relatório | Pts: G. Ayón 23 Rbts: G. Ayon 14 Asts: G. Ayon 6 |       | Pts: M. Aguiar 15 Rbts: M. Calfani 10 Asts: B. Fitipaldo 4 |  | Palacio de los Deportes, Cidade do México |  |

| 4 de setembro 14:30 | Relatório | Brasil                                           | 72–89 | Panamá                                                   |  | Palacio de los Deportes, Cidade do México |  |
| 4 de setembro 14:30 | Relatório | Placar por quarto: 26-22, 13-17, 13-19, 20-31    |       |                                                          |  | Palacio de los Deportes, Cidade do México |  |
| 4 de setembro 14:30 | Relatório | Pts: V. Benite 21 Rbts: A. Lima 9 Asts: R. Luz 7 |       | Pts: T. Gaskins 23 Rbts: J. Lloreda 9 Asts: T. Gaskins 6 |  | Palacio de los Deportes, Cidade do México |  |

### Grupo B
| Rk | Seleção    | J  | V  | D  | PF  | PD  | SP   | Pts |
| -- | ---------- | -- | -- | -- | --- | --- | ---- | --- |
| 1  | Argentina  | 04 | 04 | 00 | 358 | 305 | +53  | 08  |
| 2  | Canadá     | 04 | 03 | 01 | 382 | 307 | +75  | 07  |
| 3  | Venezuela  | 04 | 02 | 02 | 277 | 274 | +3   | 06  |
| 4  | Porto Rico | 04 | 01 | 03 | 332 | 338 | –5   | 05  |
| 5  | Cuba       | 04 | 00 | 04 | 236 | 361 | –125 | 04  |

| 31 de agosto 12:00 | Relatório | Cuba                                                                               | 52–73 | Venezuela                                                               |  | Palacio de los Deportes, Cidade do México |  |
| 31 de agosto 12:00 | Relatório | Placar por quarto: 7-18, 14-21, 16-18, 15-16                                       |       |                                                                         |  | Palacio de los Deportes, Cidade do México |  |
| 31 de agosto 12:00 | Relatório | Pts: J. Fernandez 10 Rbts: J. Fernandez e O. Quiroz 7 Asts: O. Garcia e W. Lewis 3 |       | Pts: H. Guillent 14 Rbts: 3 jogadores com 5 rebotes Asts: H. Guillent 7 |  | Palacio de los Deportes, Cidade do México |  |

| 31 de agosto 18:00 | Relatório | Argentina                                                               | 91–86 | Porto Rico                                           |  | Palacio de los Deportes, Cidade do México |  |
| 31 de agosto 18:00 | Relatório | Placar por quarto: 24-30, 17-15, 33-28, 17-13                           |       |                                                      |  | Palacio de los Deportes, Cidade do México |  |
| 31 de agosto 18:00 | Relatório | Pts: L. Scola 22 Rbts: L. Scola 14 Asts: 3 jogadores com 5 assistências |       | Pts: J. Barea 20 Rbts: R. Chaney 7 Asts: J. Barea 10 |  | Palacio de los Deportes, Cidade do México |  |

| 1 de setembro 14:30 | Relatório | Canadá                                                               | 87–94 | Argentina                                              |  | Palacio de los Deportes, Cidade do México |  |
| 1 de setembro 14:30 | Relatório | Placar por quarto: 20-17, 22-29, 24-25, 21-23                        |       |                                                        |  | Palacio de los Deportes, Cidade do México |  |
| 1 de setembro 14:30 | Relatório | Pts: A. Wiggins e A. Bennett 13 Rbts: K. Olynyk 10 Asts: C. Joseph 7 |       | Pts: L. Scola 35 Rbts: L. Scola 13 Asts: F. Campazzo 6 |  | Palacio de los Deportes, Cidade do México |  |

| 1 de setembro 20:30 |  | Porto Rico | 91–61 | Cuba |  | Palacio de los Deportes, Cidade do México |  |

| 2 de setembro 14:30 |  | Cuba | 59–101 | Canadá |  | Palacio de los Deportes, Cidade do México |  |

| 2 de setembro 18:00 |  | Venezuela | 74–63 | Porto Rico |  | Palacio de los Deportes, Cidade do México |  |

| 3 de setembro 14:30 |  | Argentina | 96–64 | Cuba |  | Palacio de los Deportes, Cidade do México |  |

| 3 de setembro 18:00 |  | Canadá | 82–62 | Venezuela |  | Palacio de los Deportes, Cidade do México |  |

| 4 de setembro 12:00 |  | Venezuela | 68–77 | Argentina |  | Palacio de los Deportes, Cidade do México |  |

| 4 de setembro 18:00 |  | Porto Rico | 92–112 | Canadá |  | Palacio de los Deportes, Cidade do México |  |

## Segunda fase
| Rk | Seleção              | J | V | D | PF  | PD  | SP   | Pts |
| -- | -------------------- | - | - | - | --- | --- | ---- | --- |
| 1  | Canadá               | 7 | 6 | 1 | 707 | 572 | 135  | 13  |
| 2  | Argentina            | 7 | 6 | 1 | 611 | 564 | 57   | 13  |
| 3  | México               | 7 | 6 | 1 | 577 | 530 | 47   | 13  |
| 4  | Venezuela            | 7 | 3 | 4 | 496 | 502 | -6   | 10  |
| 5  | Porto Rico           | 7 | 3 | 4 | 583 | 601 | -18  | 10  |
| 6  | República Dominicana | 7 | 2 | 5 | 586 | 602 | -16  | 9   |
| 7  | Panamá               | 7 | 1 | 6 | 468 | 576 | -108 | 8   |
| 8  | Uruguai              | 7 | 1 | 6 | 519 | 600 | -81  | 8   |

| 6 de setembro 12:00 |  | República Dominicana | 68–72 | Venezuela |  | Palacio de los Deportes, Cidade do México |  |

| 6 de setembro 14:30 |  | Argentina | 90–87 | Uruguai |  | Palacio de los Deportes, Cidade do México |  |

| 6 de setembro 18:00 |  | Canadá | 103–66 | Panamá |  | Palacio de los Deportes, Cidade do México |  |

| 6 de setembro 20:30 |  | México | 92–86 | Porto Rico |  | Palacio de los Deportes, Cidade do México |  |

| 7 de setembro 12:00 |  | Panamá | 57–84 | Argentina |  | Palacio de los Deportes, Cidade do México |  |

| 7 de setembro 14:30 |  | Porto Rico | 98–92 | República Dominicana |  | Palacio de los Deportes, Cidade do México |  |

| 7 de setembro 18:00 |  | Uruguai | 82–109 | Canadá |  | Palacio de los Deportes, Cidade do México |  |

| 7 de setembro 20:30 |  | Venezuela | 70–73 | México |  | Palacio de los Deportes, Cidade do México |  |

| 8 de setembro 12:00 |  | Argentina' | 92–84 | República Dominicana |  | Palacio de los Deportes, Cidade do México |  |

| 8 de setembro 14:30 |  | Venezuela | 75–77 | Uruguai |  | Palacio de los Deportes, Cidade do México |  |

| 8 de setembro 18:00 |  | Panamá | 71–78 | Porto Rico |  | Palacio de los Deportes, Cidade do México |  |

| 8 de setembro 20:30 |  | México | 73–94 | Canadá |  | Palacio de los Deportes, Cidade do México |  |

| 9 de setembro 12:00 |  | Panamá | 62–75 | Venezuela |  | Palacio de los Deportes, Cidade do México |  |

| 9 de setembro 14:30 |  | República Dominicana | 103–120 | Canadá |  | Palacio de los Deportes, Cidade do México |  |

| 9 de setembro 18:00 |  | Uruguai | 69–80 | Porto Rico |  | Palacio de los Deportes, Cidade do México |  |

| 9 de setembro 20:30 |  | México | 95–83 | Argentina |  | Palacio de los Deportes, Cidade do México |  |

## Fase Final
|  | Semifinais | Semifinais |    |           | Final          | Final |  |
|  |            |            |    |           |                |       |  |
|  | Agosto 11  |            |    |           |                |       |  |
|  | Canadá     | 78         |    |           |                |       |  |
|  | Venezuela  | 79         |    |           |                |       |  |
|  |            |            |    |           |                |       |  |
|  |            |            |    |           | Agosto 12      |       |  |
|  |            |            |    |           | Venezuela      | 76    |  |
|  |            | Argentina  | 71 |           |                |       |  |
|  |            |            |    |           |                |       |  |
|  |            |            |    |           |                |       |  |
|  |            |            |    |           | Terceiro lugar |       |  |
|  | Agosto 11  | Agosto 11  |    | Agosto 12 | Agosto 12      |       |  |
|  | Argentina  | 78         |    | Canadá    | 87             |       |  |
|  | México     | 70         |    |           | México         | 86    |  |

### Semifinal
| 11 de setembro 18:00 | Relatório | Canadá                                                 | 78–79 | Venezuela                                                |  | Palacio de los Deportes, Cidade do México | SporTV |
| 11 de setembro 18:00 | Relatório | Placar por quarto: 19-20, 18-19, 23-21, 18-21          |       |                                                          |  | Palacio de los Deportes, Cidade do México | SporTV |
| 11 de setembro 18:00 | Relatório | Pts: K. Olynyk 34 Rbts: K. Olynyk 13 Asts: P. Scrubb 4 |       | Pts: W. Graterol 20 Rbts: N. Colmenares 6 Asts: J. Cox 4 |  | Palacio de los Deportes, Cidade do México | SporTV |

| 11 de setembro 20:30 | Relatório | Argentina                                                | 78–70 | México                                                |  | Palacio de los Deportes, Cidade do México |  |
| 11 de setembro 20:30 | Relatório | Placar por quarto: 25-26, 10-14, 27-20, 16-8             |       |                                                       |  | Palacio de los Deportes, Cidade do México |  |
| 11 de setembro 20:30 | Relatório | Pts: L. Scola 18 Rbts: A. Nocioni 13 Asts: F. Campazzo 8 |       | Pts: J. Gutiérrez 17 Rbts: G. Ayón 12 Asts: G. Ayón 5 |  | Palacio de los Deportes, Cidade do México |  |

### 3º lugar
| 12 de setembro 18:00 | Relatório | Canadá                                                    | 87–86 | México                                              |  | Palacio de los Deportes, Cidade do México |  |
| 12 de setembro 18:00 | Relatório | Placar por quarto: 18-14, 22-27, 20-23, 27-22             |       |                                                     |  | Palacio de los Deportes, Cidade do México |  |
| 12 de setembro 18:00 | Relatório | Pts: A. Nicholson 20 Rbts: K. Olynyk 11 Asts: C. Joseph 8 |       | Pts: M. Ramos 19 Rbts: G. Ayon 19 Asts: P. Stoll 10 |  | Palacio de los Deportes, Cidade do México |  |

### Final
| 12 de setembro 20:30 | Relatório | Venezuela                                               | 76–71 | Argentina                                                |  | Palacio de los Deportes, Cidade do México |  |
| 12 de setembro 20:30 | Relatório | Placar por quarto: 13-20, 17-8, 19-24, 27-19            |       |                                                          |  | Palacio de los Deportes, Cidade do México |  |
| 12 de setembro 20:30 | Relatório | Pts: H. Guillent 15 Rbts: G. Vargas 7 Asts: G. Vargas 4 |       | Pts: A. Nocioni 21 Rbts: L. Scola 11 Asts: F. Campazzo 7 |  | Palacio de los Deportes, Cidade do México |  |